# Кічкас

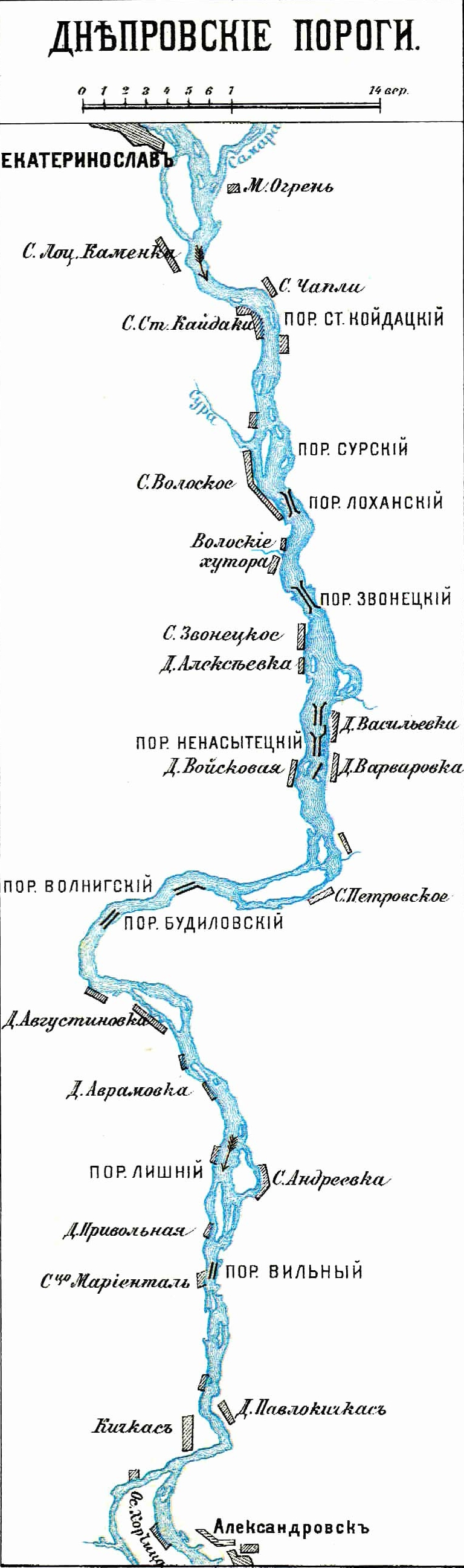
Дніпрові пороги

1850 — 1900 рр.

Кічкас, Кучук-Ас, Айнлаге — історична місцевість у Запоріжжі, давнє поселення на правому березі річки Дніпро, відоме ще з часів Київської Русі. Інша назва Кучук-Ас. Кічкас розташований у Дніпровському районі Запоріжжя вище греблі ДніпроГЕС. Сучасним продовженням Кічкасу на пагорбі є житлова забудова вздовж Бородінської вулиці, а також селища Селянське та Робітниче.
На протилежному лівому березі Кічкаський яр і запорізька місцевість Павло-Кічкас (колишнє панське село Маркусове), яке є сучасним житловим районом Запоріжжя (нині — частина Заводського району міста.
Велике значення Кічкасу мало його положення після Дніпрових порогів у Кічкаської переправи через Дніпро перед островом Хортиця. Перевіз згадує у X столітті візантійський імператор Костянтин VII Багрянородний, у XVI столітті — Еріх Лясота й Михайло Литвин, та у XVII століттіі — Гійом Левассер де Боплан.

## Етимологія
Георгій Вернадський вважає, що кінцівку «ас» в назві Кучук-Ас можна пов'язати із антами.
Перевіз був відомий серед запорозьких козаків (у джерелах з кінця XVI століття) під назвами Кічкас, Кочкас, Кучкас, Кічет, що співзвучно з татарським словом «коч» — «проходити, йти далі». За іншою версією «Кічкас» з татарської означає «дрібний пісок».

## Археологія
Кічкас був обстежений в рамках Дніпрогесівської археологічної експедиції. Знахідки Кічкас-I відносять до ямної та багатопружкової кераміки культур
Поблизу села знайдено понад 100 невисоких курганів епохи бронзи і скіфського часу, досліджених у 1927—1931 роках. Скіфські кургани (понад 60) мали кам'яні закладки, споруджені безпосередньо над неглибокою (до 1,5 м) прямокутною могильною ямою, іноді з дерев'яним зрубом. Обряд поховання — витягнуте вгору обличчям трупоположення. У могилах знайдено зброю (залізні наконечники копій, бронзові наконечники стріл), прикраси (скляні і електрові намистини, золоті бляшки), місцевий посуд й уламки давньогрецьких амфор. Скіфські поховання датуються 4-3 ст. до н. е.
За будівництва Дніпрогесу у 1928 році навпроти Кічкаса біля лівого берега Дніпра було знайдено п'ять чудово орнаментованих мечів типу «меча Святослава», які, що за думкою академіка Бориса Рибакова могли належати дружинникам князя Святослава. Всі екземпляри були передані археологами у Дніпропетровський історичний музей, але їх сліди загубилися під час Другої світової війни.

## Антська, руська та козацька доба
Кічкаський перевіз прийнято ототожнювати з Крарійською переправою часів Київської Русі.
Під назвою Кичкаська переправа відома з кінця XVI століття.
У 1734—1775 роках Кічкас входив до Кодацької паланки Запорозької Січі.

## Менонітськаколонія Ейнлаге(Айнлаге)
Колонія менонітів Айнлаге (Кічкас) заснована у 1789 році 41-єю сім'єю переселенців зі східної Пруссії. Тут оселилися німці-меноніти, що назвали Кічкас Айнлаге (Айнлагє; німецькою Einlage), що значить «стан», «станиця».

У німецькій колонії Кічкас з 1861 року був завод сільськогосподарських знарядь Унгера, а з 1908 року — Олександра Коппа. Одна з газет того часу так писала про Кічкас: 
|  | «Кічкас — село, з однією витягнутою уздовж Дніпра вулицею. Чисті будиночки. Населення — німці-колоністи: неговіркі чоловіки і одягнені в чорні сукні до п'ят жінки». |

Айнлаге було німецькою колонією у складі Хортицької волості Катеринославського повіту Катеринославської губернії. На 1886 рік тут було 940 мешканця, 99 двори, школа, лісова пристань, 2 колісних заводи, 5 лавок.
За переписом 1897 року кількість мешканців зросла до 1534 осіб (768 чоловічої статі та 766 — жіночої), з яких 376 — православної віри, 974 — протестантської.
До початку ХХ століття стала однією з найбільших колоній менонітів в Російській імперії. На початку ХІХ сторіччя в колонії було 200 дворів. в яких проживало 1 600 осіб, працювало близько 30 підприємств різних сфер діяльності.
У 1904 році була побудована друга лінія Катерининської залізницї з Кривого Рогу на Донеччину через Кічкас та Олександрівськ. Залізниця пройшла по східних, північних межах Айнлаге де переходила на лівий берег Дніпра Кічкаським мостом.
У 1910 році було засновано психіатричний заклад Бетані між Айнлаге (Кічкас) і Кронсвайде (Володимирівка). Перша світова і громадянська війни зупинили подальший розвиток психіатричного закладу, а в квітні 1919 року його націоналізували. Певний період часу заклад було головним об'єктом нападок банд Махно, які нещадно грабували лікарню. У 1922 році, в результаті голоду, в лікарні помер 61 хворий. У 1925 році заклад повністю перестав функціонувати, а у 1927 році, під час будівництва ДніпроГЕС, лікарню затопили.
Станом на 1904 рік видання 40-го тому Енциклопедичного словника Брокгауза та Ефрона у Айнлаге мешкало 1400 осіб 2 школи, 2 ярмарки, лісова пристань, колісна та бондарна майстерня. Жвава торгівля.
На початку XX століття було організовано переселення з Катеринославської губернії німців й українців до північно-західної частини Оренбурзької губернії. За своїми українськими селами там утворилися колонії та села: Кічкасс, Хортиця, Канцерівка, Дєєвка (за Діївкою), Царичанка, Криничувате та інші. Оренбурзький Кічкас у 1934—1938 роках був центром німецького Кічкаського національного району Оренбурзької області.
До 1917 року колонія Айнлаге входила до складу Хортицької волості.

## За часів УРСР
Після приходу більшовиків у 1919 році всі підприємства були націоналізовані.
8-14 жовтня 1920 року Врангель намагався розбити Червону армії у районі Кічкасу й Каховського плацдарму але натомість отримав поразку й втратив усі свої танки, що частково були знищені а частково захоплені 51-ю дивізією РСЧА.
У 1921 році у Кічкасі був створений дослідний зразок трактора «Запорожець», що у 1923-27 роках серійно вироблено на Дизелебудівельному заводі у Токмаці у кількості до 800 одиниць.
У 1920-х роках меноніти полишили колонію, переселившись переважно до Канади.
У 1927 році розпочалося переселення мешканців Кічкаса в зв'язку з початком будівництва на Дніпрі ДніпроГЕСу. Вище старого Кічкасу споруджується робітниче Соцмісто — Новий Кічкас.На півночі й сході від Айнлаге за часів індустріалізації заселилися робочі селища Селянське, Робітниче.
З підняттям вод Дніпровського водосховища стародавня частина Кічкасу була затоплена.

### Кічкаський міст
Кічкаський міст існував до будівництва Дніпрогесу вище Дніпром, у 1,5-2 км від греблі ДніпроГЕСу. Офіційне відкриття Кічкаського моста відбулося 22 січня 1908 року. Замість Кічкаського залізничного переходу, що опинявся у водосховищі, був побудований перехід через острів Хортиця з двома залізничними мостами. Після закінчення будівництва Дніпровської ГЕС та нових металевих мостів через острів Хортиця, потреба в Кічкаському мості відпала. Він потрапляв у зону затоплення у верхньому б'єфі греблі. 6 листопада 1931 року Кічкаський міст був демонтований.

## У Незалежній Україні
Пам'ятник Леніну у Кічкасі був прибраний 11 листопада 2014 року.

## Відомі уродженці
- У селі Кічкас Запорізького району Дніпропетровської області народився генерал-лейтенант НКВД, керівник «СМЕРШ» Павло Зеленін.
- Український радянський діяч Володимир Площенко.